# Alina Alekseevna Somova
Alina Alekseevna Somova (in russo Алина Алексеевна Сомова?; Leningrado, 22 ottobre 1985) è una ballerina russa, prima ballerina del Balletto Mariinskij dal 2008 al 2022.

## Biografia
Nata nella Leningrado sovietica, Alina Alekseevna Somova ha studiato danza all'Accademia di danza Vaganova. Subito dopo il diploma, conseguito nel 2003, la diciassettenne Somova è stata scritturato dal Balletto Mariinskij, all'epoca diretto da Machar Vaziev. Già durante la sua prima stagione fu scelta per danzare nel duplice ruolo di Odette e Odile ne Il lago dei cigni (Petipa/Ivanov/Sergeev). Successivamente è stata promossa al rango di solista nel 2004, mentre nel 2008 è stata proclamata prima ballerina della compagnia. Nel 2010 ha vinto la Maschera d'Oro per la sua interpretazione nel ruolo della Regina ne Il cavallino gobbo.
All'interno della compagnia ha danzato in molti dei grandi ruoli del repertorio femminile, tra cui Medora ne Le Corsaire (Petipa), Nikia ne La Bayadère (Petipa), Aurora ne La bella addormentata (Petipa/Sergeev), Kitri in Don Chisciotte (Petipa/Gorskij), Giulietta in Romeo e Giulietta (Lavrovskij), Maša ne Lo schiaccianoci (Vasilij Vajnonen) e le eponime protagoniste di Giselle (Coralli/Perrot/Petipa), La Sylphide (Bournonville), Rajmonda (Petipa) e Sylvia (Ashton). Inoltre ha danzato numerose coreografie di George Balanchine, tra cui Jewels, Apollon musagète e Symphony in C. Il suo stile è stato a volte descritto come troppo contemporaneo o moderno per il repertorio classico.
Parallelamente all'attività sulle scene pietroburghesi, ha danzato regolarmente al Teatro alla Scala tra il 2010 e il 2015. Nel dicembre 2010 ha danzato come Odette e Odile ne Il lago dei cigni (Nureev) accanto al Siegfried di Leonid Sarafanov, mentre nel dicembre dell'anno successivo ha danzato con Roberto Bolle in Excelsior (Dell'Ara); avrebbe danzato nuovamente con Bolle nel 2014 nel Romeo e Giulietta (MacMillan), mentre nel 2015 ha danzato nuovamente in Excelsior alla Scala, questa volta accanto a Federico Bonelli.